# Carl Gotthard Langhans
Carl Gotthard Langhans (15. prosince 1732, Landeshut ve Slezsku, Habsburská monarchie – 1. října 1808, Grüneiche u Vratislavi, Prusko), byl pruský klasicistní stavitel a architekt. Jeho díla patří mezi nejstarší stavby klasicismu v Německu. Jeho nejznámějším dílem je Braniborská brána v Berlíně.

## Biografie
Langhans se narodil v Landeshutu, ve Slezsku (nyní Kamienna Góra v Polsku). Od roku 1753 do roku 1757 studoval v Halle právo a poté matematiku a jazyky; později se začal zabývat stavitelstvím a architekturou. Zaměřil se na studium textů teoterika římské architektury Vitruvia a teoretika klasicistického hnutí Johanna Joachima Winckelmanna.
Jeho první návrh "zum Schifflein Christi" pro protestantské církve v roce 1764 v Groß-Glogau vysloužil svou první uznání jako architekt, a ve stejném roce, jmenování jako stavební inspektor pro hraběte z Hatzfeld, jehož válkou sužované palác ho přestavěl do svého vlastního návrhu mezi 1766 a 1774. Díky zásahu hraběte z Hatzfeld, on také se stal známý v královském dvoře v Berlíně. Jako jeho první práci ve službách královské rodiny, postavil v roce 1766 na schodišti a Muschelsaal v zámku Rheinsberg .
Jeho návrhy byly použity při stavbě knížecí bažantnice v Porembě u Pštiny.
V roce 1775 byl jmenován vojenským a vrchním stavitelským radou ve Vratislavi, kde postavil Hatzfeldský palác, kostel 11 000 panen a burzu, potom byl v roce 1785 jmenován tajným vojenským radou a ředitelem vrchního dvorního stavebního úřadu v Berlíně, kde postavil Braniborskou bránu podle vzoru aténských Propylejí a poprvé uvedl do Německa řecký stavební sloh.
Zemřel v Grüneiche (Dąbie po roce 1945 a části Śródmieście městské části Vratislavi) poblíž Vratislavi .
V roce 1771 si Langhans vzal Annu Elisabeth Jaeckel, dceru právníka v Breslau. Měli pět dětí: dcery Louise Amalie a Juliane Vilemína, syn, divadelní architekt Carl Ferdinand , stejně jako další dvě děti, které zemřely brzy po narození.
Od roku 1782 žil se svou rodinou v domě jeho v-práva "na Albrechtstrasse 18 v Breslau, a v roce 1788 se přestěhoval do Berlína , kde žil v ulici Charlottenstraße 48, na rohu Behrensstraße.
Ke konci 18. století a počátku 19. století, byl velkým snem pro každého umělce podstoupit cestu do Itálie, aby mohli studovat antické budovy na vlastní oči. Tento sen si nesplnil pouze Goethe a Schinkel, ale i Langhans si také mohl dovolit výlet v roce 1768 a 1769 díky podpoře hraběte z Hatzfeld. Když byl později přidělen jako vůdce Breslau války a nadvlády komory, navštívil země v Anglii, Holandsku, Belgii a Francii jménem a na účet krále.